# Okręty podwodne typu Andrasta
Okręty podwodne typu Andrasta – typ okrętu podwodnego zaprojektowany we francuskiej firmie Direction des Constructions Navales Services (DCNS). Firma określa typ jako przybrzeżny wielozadaniowy okręt podwodny. Projekt zaprezentowano publicznie w 2008. Andrasta jest nowym projektem, lecz wykorzystuje w dużym stopniu (ok. 70%) rozwiązania sprawdzone w okrętach typu Scorpène. Producent szacuje cenę na 200 milionów euro. 

## Konstrukcja i wyposażenie
Jedna śruba pięcioskrzydłowa ma być napędzana silnikiem elektrycznym. Prąd dostarczą dwa generatory z silnikami wysokoprężnymi. Energię elektryczna będą magazynować dwa zestawy akumulatorów (jeden na dziobie, jeden na śródokręciu). 
W kiosku, znajdującym się na śródokręciu zamontowane mają być podnoszone maszty z wyposażeniem optoelektronicznym (kamery wysokiej rozdzielczości oraz do pracy nocnej), anteny radaru oraz łączności radiowej (w tym satelitarnej). Oprócz nich w kiosku znajduje się śluza dla trzech płetwonurków oraz wyrzutnie celów-pułapek przeciwko torpedom samonaprowadzającym. 
Maszty nie przechodzą przez kadłub sztywny, co zwiększa wytrzymałość. Wszystkie sygnały przekazywane są elektronicznie, co umożliwiło przeniesienie centrali dowodzenia na przód okrętu. Dzięki temu unika się przechodzenia osób zbędnych przez centralę dowodzenia. Dzięki dużej automatyzacji wszystkich zadań okręt może mieć nieliczną załogę. Przewidziano pracę w systemie trójwachtowym. 
Głównym czujnikiem hydrolokacyjnym ma być cylindryczna antena, mogąca pracować w trybie aktywnym i pasywnym, umieszczona na dziobie, pod pakietami wyrzutni torpedowych. Na burtach będą anteny sonaru obserwacji bocznej. Dodatkowo okręt będzie miał sonar do wykrywania przeszkód podwodnych i min.

## Uzbrojenie
Podstawowym uzbrojeniem ma być 6 wyrzutni torped kal. 533 mm, zamontowanych na dziobie okrętu. Przewiduje się zastosowanie dwóch wymiennych pakietów po trzy wyrzutnie. Okręt nie zabierałby zapasowych torped, opróżnione pakiety byłyby wymieniane w bazie na gotowe do użytku. Możliwe jest też zastosowanie pocisków Exocet, MBDA MICA (wystrzeliwanych z wyrzutni torped) oraz Mistral (zamontowanych na maszcie).